# Portret Lady Meux
Portret Lady Meux (ang. Portrait of Lady Meux) – tytuł nadany kilku pełnopostaciowym portretom namalowanym przez Jamesa Whistlera, przedstawiającym Valerie Susan Meux, z domu Langdon, (1847–1910), żonę wiktoriańskiego ekonomisty i londyńskiego browarnika, Sir Henry Meuxa. Valerie Susan Meux utrzymywała, iż była aktorką, ale w rzeczywistości występowała na scenie tylko przez jeden sezon. Spotkała ona Henry Meuxa przypuszczalnie w Casino de Venise w Holborn (Londyn), gdzie pracowała jako grająca na banjo barmanka i prostytutka pod imieniem Val Reece.

## Powstanie i opis obrazu
James McNeill Whistler był amerykańskim emigrantem i jednym z najwybitniejszych portrecistów swego czasu. Jednakże artysta stał się bankrutem w 1879, po swym pozwie przeciwko krytykowi Johnowi Ruskinowi.
W 1881 Valerie Susan, Lady Meux złożyła swoje pierwsze znaczące zamówienie u Whistlera, po jego bankructwie. Jej pełnopostaciowy portret, znany jako Aranżacja czerni nr 5 (Portret Lady Meux) wisi obecnie w galerii Honolulu Museum of Art. Ukazuje on ją ubraną na czarno z długim białym futrem, diamentowym diademem, diamentowym naszyjnikiem i diamentową bransoletką. Podobno obraz został skomentowany przez króla Wielkiej Brytanii i księcia Walii Edwarda VII oraz jego żonę Alexandrę, gdy oboje zobaczyli go w pracowni artysty. Obraz został również wystawiony w 1882 w paryskim salonie, gdzie spotkał się z entuzjastycznym przyjęciem. Chociaż jeden z ówczesnych krytyków porównał to przedstawienie Lady Meux do Wenus, Whistler podjął próbę opisania czegoś więcej, niż jej fizycznej obecności, koncentrując się na sterowaniu nastrojem poprzez kolor w celu tworzenia kompozycji, którą przyrównał do muzycznej orkiestracji.
Whistler w 1881 namalował drugi portret Lady Meux, zatytułowany Harmonia różu i szarości (portret Lady Meux), który znajduje się w zbiorach Frick Collection w Nowym Jorku. Ten pełnopostaciowy portret przedstawia modelkę stojącą na scenie przed różowo-szarą zasłoną, co jest oczywistą aluzją do jej rzekomej kariery scenicznej. Postać jest ubrana w jasnoszarą sukienkę oblamowaną różową satyną.

Połysk jej sukni i lśniącej lamówki oddane zostały szybkimi muśnięciami matowej bieli ponad chłodnym różem. Przekładając ubiór w stylu haute couture na język kolorów Whistler zmodyfikował jego formę, aby nadać obrazowi wizualną rytmikę. Grube płótno, które wybrał do namalowania swego dzieła, nadało mu teksturę blado pomalowanej kurtyny, oddanej długimi pionowymi smugami delikatnie stonowanych odcieni.
Po prawej stronie obrazu, nieco poniżej środka, widnieje symbol motyla, który Whistler używał jako podpis. Whistler wielu swoim obrazom nadawał tytuły z takimi określeniami, jak „aranżacja” (arrangement) i „harmonia” (harmony), które mogą być interpretowane jako pojęcia muzyczne lub abstrakcyjne.
Trzeci obraz, znany jako Portret Lady Meux w futrze, został również rozpoczęty w 1881. To płótno prawdopodobnie zostało zniszczone przez artystę w trakcie jego sprzeczki z modelką, jednak w zbiorach Whistler Archives Uniwersytetu w Glasgow zachowała się jego fotografia. Zarówno obraz z Honolulu, jak i ten zniszczony należą do serii „czarnych portretów”, malowanych przez Whistlera na różnych etapach jego kariery z użyciem palety zdominowanej przez czerń.

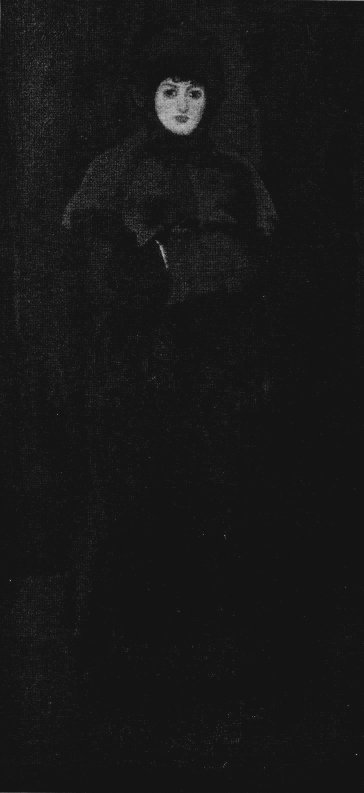
Portret Lady Meux w futrze, fotografia zaginionego obrazu
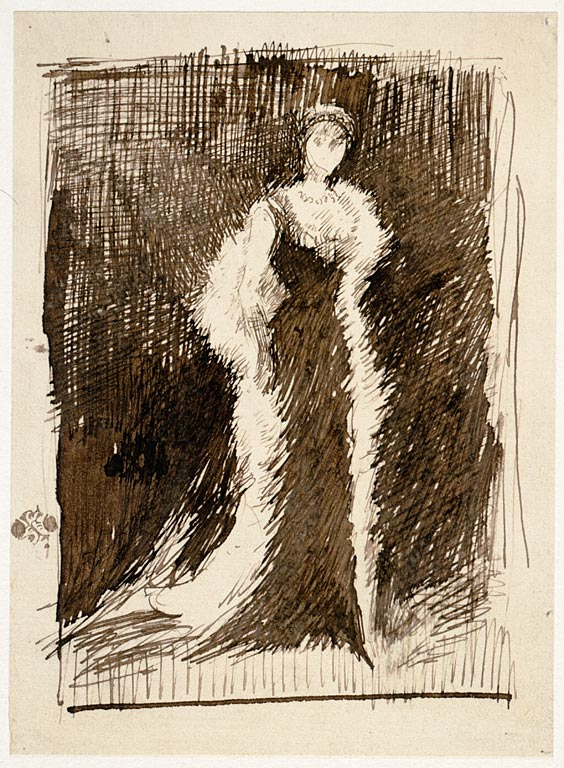
Aranżacja czerni nr 5 (Portret Lady Meux), rysunek wykonany brązowym atramentem przez Jamesa Whistlera, ok. 1881